# 上田常隆
上田 常隆（うえだ つねたか、1900年7月4日 - 1980年10月14日）は、日本の新聞社経営者。毎日新聞社社長（1961年1月 - 1968年1月）。

## 経歴
大阪府大阪市出身。祖父は盛岡藩士で、母は原敬の姪に当たる。天王寺中学校（旧制）、佐賀高等学校を経て、1926年に京都帝国大学法学部を卒業、大阪毎日新聞社（後の毎日新聞大阪本社）に入社。販売一筋でキャリアを築き、1951年大阪本社営業局長、監査役、取締役（経理担当）、常務などを経て、1961年代表取締役社長に就任。在任中はアジア調査会の設立などに関わった。またこの間、日本新聞協会の会長も務めた。1968年退任し、最高顧問になる。同年、アメリカ合衆国イリノイ州マンモス大学から日米友好の記念として、名誉法学博士号を贈られる。
日本社会人野球協会会長、アジア救ライ協会理事長、日本ユースホステル協会会長、青少年育成国民会議会長など、多くの公職も務めた他、実家の郷里であった岩手県の振興・発展にも尽くし、1969年岩手県総合開発審議会会長、在京岩手学生会会長、岩手県人連合会初代会長などを歴任した。
1965年、毎日新聞社東京本社の新社屋落成を機に、300冊以上の書籍を当時の滝沢村に寄贈した。現在も上田文庫として利用されている。

## 殊勲・顕彰
- 1968年 岩手県滝沢村（現：滝沢市）名誉村民[1]
- 1970年 勲一等瑞宝章[1]